# Александър Василиев (офицер)
Александър Степанович Василиев (на руски: Александр Степанович Васильев) е руски офицер, генерал-майор. Участник в Руско-турската война (1877-1878).

## Биография
Александър Василиев е роден на 12 декември 1838 г. в Русия в семейството на потомствен дворянин. Ориентира се към военното поприще. Завършва Михайловското артилерийско училище с производство в първо офицерско звание прапоршчик (1862). Служи в артилерийски подразделения. Участва в потушаването на Полското въстание (1863-1864). Повишен е във военно звание капитан (1873).
Участва в Руско-турската война (1877-1878) като офицер в 4-та батарея на 2-ра артилерийска бригада. В състава на сборния отряд с командир генерал-майор Александър Имеретински се бие храбро при ипревземането на Ловеч на 22 август 1877 г. Повишен е във военно звание подполковник (1877). Награден с орден „Свети Владимир“ IV степен с мечове и бант (1878). Проявява се в третата атака на Плевен, където е ранен два пъти и награден с орден „Свети Георги“ IV степен (1880).
След войната е повишен във военно звание полковник с назначение за командир на 10-и летящ артилерийски полк от 19 февруари 1883 г. Излиза в оставка с повишение във военно звание генерал-майор, право на носене на униформа и пълна пенсия от 7 септември 1897 г.